# Вандриес, Жозеф
Жозе́ф Вандрие́с (фр. Joseph Vendryes, иногда фр. Vendryès [vɑ̃dʁiɛs]; 13 января 1875, Париж, Третья французская республика — 30 января 1960, Париж, Франция) — французский лингвист, известный кельтолог и индоевропеист, интересовавшийся также общими проблемами языкознания; член Академии надписей, почётный доктор многих университетов.

## Биография
Учился в Париже у А. Мейе и во Фрайбурге; преподавал в Высшей практической школе с 1925 года, где заведовал кафедрой кельтологии, и в Сорбонне (1907—1946). Основатель и редактор журнала по кельтологии Études Celtiques (вместе со своей ученицей М.-Л. Сьёстедт). Автор исследований по языку, литературе, религии кельтских народов, а также ирландского этимологического словаря (в соавторстве). Совместно с А. Мейе опубликовал монографию «Исследование по сравнительной грамматике классических языков» (1924); занимался также древнегреческой акцентуацией.
Долгое время пользовалась значительной популярностью книга Вандриеса «Язык: Лингвистическое введение в историю» (написана в 1914 году, издана из-за начавшейся войны только в 1921 году; русск. перевод 1937 года), где в увлекательной и доступной для начинающих форме излагались основные достижения общего и сравнительно-исторического языкознания начала XX века. Вандриес воспринял «социологическую» концепцию языка Соссюра и Мейе и как теоретик внёс наибольший вклад в разработку понятий языковой нормы, идиолекта и социолекта.

## Основные работы
- Traité de grammaire comparée des langues classiques, 1924 (совместно с А.Мейе)
- Traité d’accentuation grecque, 1929
- Choix d'études linguistiques et celtiques, 1952
- Le Langage, introduction linguistique à l’histoire, 1921 (и последующие издания)